# Provincia de Castilla
La provincia de Castilla es una de las ocho que conforman el departamento de Arequipa, en el sur del Perú. Limita por el norte y el oeste con la provincia de Condesuyos, por el este con la provincia de Caylloma y por el sur con la provincia de Camaná.

## Historia
La provincia fue nombrada en honor al gran mariscal Ramón Castilla a petición del pueblo de Aplao mediante acta suscrita por 410 ciudadanos del valle de Majes el 7 de marzo de 1854. Fue creada mediante decreto supremo del 21 de marzo de 1854, sobre la base de las parroquias de Aplao; Andagua; distrito de Chachas, Chachas; distrito de Huancarqui, Huancarqui; distrito de Pampacolca, Pampacolca; distrito de Viraco, Viraco, y distrito de Choco, Choco.

## Capital
La capital de la provincia es la ciudad de Aplao.

## Población
La provincia tiene una población de 38 425 habitantes y tienen registrados 477 centros poblados, 17 en el ámbito urbano y 460 en el ámbito rural. En el ámbito urbano, la provincia cuenta con tres ciudades, dos villas y doce pueblos. En cambio, en el ámbito rural, la provincia cuenta con 8 pueblos, 189 caseríos, 72 Anexos, 178 organizaciones agropecuarias además de 13 campamentos mineros.

## División administrativa
La provincia tiene una extensión de 7634,85 km² y se encuentra dividida en 14 distritos.
| - Aplao - Andahua - Ayo - Chachas - Chilcaymarca - Choco - Huancarqui | - Machaguay - Orcopampa - Pampacolca - Tipán - Uñón - Uraca - Viraco |

## Comarcas
En la provincia de Castilla existen tres comarcas o regiones:
- Castilla Baja: En la cuenca Majes-Camanacon. Formada por los distritos de Aplao, Huancarqui y Uraca-Corire.
- Castilla Media: En las subcuencas del Capiza y del Colca. Formada por los distritos de Machaguay, Pampacolca, Tipán, Uñón y Viraco.
- Castilla Alta: Integrada por las subcuencas de Mamacocha, con los distritos de Chilcaymarca y de Orcopampa; de Molloco, con los distritos de  Choco y de Chachas; de Ayo, con los distritos de Andagua y de Ayo.

## Fisiografía
La provincia de Castilla presenta cinco tipos de paisaje:
Meseta estructural: Entre los 1000 y los 1800 m s. n. m., caracterizada por las muy amplias planicies, irrigables, con llanura aluvial elevada, suelos de bastante calidad agroecológica mejorada con sistemas de irrigaciones aunque tradicionales y con pendiente de 1,6 % máxima, con colinas onduladas.
Montañas y colinas: Entre los 1800 y los 2500 m s. n. m., caracterizada por la formación de relieves irregulares, empinados, suelos residuales, subzonas de aridez, parte de su zona yunga y quechua baja.
Laderas de montaña: Entre los 2500 y los 3900 m s. n. m., ubicada en declives oriental y occidental del macizo andino. Con clima templado y benigno. Relieve empinado y sumamente accidentado con quebradas de pendiente moderada. De agricultura con uso intensivo de la tierra.
Altiplanicie: Entre los 4000 y los 5000 m s. n. m., caracterizada por su clima frío, con temperaturas medias por debajo de los 0 °C durante varios del año. Con relieve accidentado en lomas, cerros, cumbres andinas y con llanuras. De suelos con gramíneas, malezas leñosas, tola propios para la alimentación del ganado de camélidos sudamericanos.
Cordillera nival: Entre los 5000 y los 5800 m s. n. m., con nieve perpetua de alta montaña donde nacen ríos como el Molloco o el Capiza, con altos niveles de congelación sin vegetación. El Coropuna y el Huarahuire son los nevados más significativos.

## Sistema hidrográfico
Las aguas superficiales cuentan como mayor colector al océano Pacífico y siendo en menor proporción, el 10 % aproximadamente al océano Atlántico, siendo irrigado su territorio por dos cuencas hidrográficas:

### Cuenca Camaná-Majes
Los afluentes del río Majes están conformados por el río Colca, el río Capiza, el río Ayo, el río Mamacocha y el río Molloco.

### Cuenca Apurímac
Ubicada en la parte alta norte originándose de las lagunas de Chillinga, Tesque, Antopulguay entre las más grandes y de los nevados de Huarahuire y Yaiculle. Formada por los ríos Tesque, Taslaquiña y Chocochacanca, que son afluentes del río Cayarani, el que va a formar el río Velille.

## Autoridades

### Regionales
- Consejeros regionales
  - 2023-2026[2]

  1. Antonio Lizandro Llerena Salas
  2. Natividad Francisca Taco Cueva

### Municipales
- 2023-2026 [2]
  - Alcalde: Renzo Paul Pastor Alatrista
  - Regidores:

  1. Antonio Quispe Yauri
  2. Freddy Fuentes Gutiérrez
  3. Alberto Cornejo
  4. Pamela Zevallos
  5. Janis Salazar Andia
  6. Ebony Llerena Tapia
  7. Juan de Dios del Carpio Medina

## Principales atractivos turísticos
Esta provincia cuenta con una inmensa variedad de atractivos turísticos capaces de satisfacer al viajero más exigente, se puede realizar turismo de aventura en las caudalosas aguas del río Majes que atraviesa el valle del mismo nombre, visitar Andagua conocida como el valle de los Volcanes debido a la presencia de estas formaciones geológicas que en gran cantidad ocupan su territorio, ofreciendo un espectáculo incomparable a la vista, o simplemente respirar de la paz que se disfruta en sus campos. 
Cuenta también con uno de los cañones más profundos, el cañón de Majes, descubierto y bautizado así por Gonzalo de Reparaz, español que en los años cincuenta recorrió todo el Perú realizando un gran aporte a la cartografía peruana.
Las paredes de este cañón están formadas por el cerro Yahirgua (en el distrito de Uñón) y Lucería (distrito de Huancarqui), ubicado en consecuencia en la provincia de Castilla.
La exquisita gastronomía cuyo ingrediente principal son los camarones de incomparable sabor y la tradición de vinos y piscos extendida en muchos valles de la provincia como Ayo, Majes, etc., aseguran al visitante una estancia inolvidable.
Las recientemente descubiertas huellas de dinosaurios en el anexo de Querulpa (distrito de Aplao), los petroglifos de Toro Muerto (distrito de Uraca) transportan a los viajeros en una cápsula del tiempo a la prehistoria ofreciendo así una pequeña muestra de las riquezas que guarda esta provincia en todo su territorio.